# Rio Vermelho (Minas Gerais)
Rio Vermelho is een gemeente in de Braziliaanse deelstaat Minas Gerais. De gemeente telt 15.343 inwoners (schatting 2009).

## Aangrenzende gemeenten
De gemeente grenst aan Coluna, Felício dos Santos, Itamarandiba, Materlândia, Paulistas, Senador Modestino Gonçalves en Serra Azul de Minas.